# Parábola de un escriba
La Parábola del escriba es una de las Parábolas de Jesús. Aparece en el Evangelio de Mateo, capítulo 13, versículos 51-53.

## Texto bíblico
»¿Habéis entendido todo esto?. Él les dijo: —Por eso, todo escriba instruido en el Reino de los Cielos es como un hombre, amo de su casa, que saca de su tesoro cosas nuevas y cosas antiguas.

## Interpretación de la Iglesia católica
Jesús había explicado previamente a sus discípulos las parábolas de  la red barredera, de la perla de gran valor y del  tesoro escondido. Si comprenden a Cristo, las cosas antiguas —la Ley de Moisés— y las cosas nuevas —Jesús y la nueva Ley enseñada por Él— serán eficaces para su misión evangelizadora, porque Cristo «siempre es nuevo, porque siempre renueva la mente, y nunca se hace viejo, porque no se marchitará jamás» 
Esta parábola es la última del capítulo 13 de  san Mateo. Habla de un judío o un escriba hebreo que se convierte al cristianismo. Esta parábola, como el resto de las parábolas de Mateo 13, describe el Reino de los Cielos como la Iglesia o el cuerpo de Cristo. Aquí se compara a un escriba del Antiguo Testamento que se convierte al cristianismo con un dueño de casa que saca cosas viejas y nuevas de su casa. Como podemos entender del pasaje, el escriba es el dueño de la casa. La dificultad está en torno a la frase "nuevo y viejo". Esto puede interpretarse como el nuevo y el antiguo testamento en la Sagrada Biblia. Como un escriba que reescribe la Torá lo sabe mejor que nadie, así que cuando se haga discípulo del Nuevo Testamento o de las enseñanzas de Jesús, podrá enseñar tanto del antiguo como del nuevo testamento. Esta parábola también da una pista de que estudiar solo el Antiguo Testamento no haría que una persona vaya al cielo. Si uno anhela ser un verdadero cristiano, también necesita estudiar el nuevo testamento.